# Heterocleptinae
Sous-famille
Les Heterocleptinae sont une sous-famille d'insectes hémiptères hétéroptères (punaises) de la famille des Hydrometridae et de l'infra-ordre des Gerromorpha. Elle comprend deux genres existants, avec au total cinq espèces, de répartition pantropicale.

## Description
Parmi les Hydrometridae, les Heterocleptinae se distinguent des Hydrometrinae par le premier article des antennes nettement plus long que le suivant, et qui dépasse l'apex de la tête d'au moins la moitié de sa longueur. Le deuxième article est inséré latéralement et légèrement avant l'apex du premier. Ils sont de taille plus petite que les Hydrometrinae, ne dépassant pas 5 mm. Ils ont une glande odoriférante avec des ostioles sur le métasternum. Ils ont également des ocelles, absentes dans les deux autres sous-familles d'Hydrometridae (Hydrometrinae et Limnobatodinae). La tête, le thorax et la base de l'abdomen sont recouverte de fine pilosité. La paire de trichobothries céphaliques postérieure est insérée sur des proéminences élevées. Certaines formes sont macroptères, d'autres aptères (aux ailes atrophiées). 

## Répartition
La répartition de cette sous-famille est pantropicale, avec une espèce amazonienne (néotropicale), trois espèces africaines (afrotropicales) et une espèce indomalaise (rencontrée à Bornéo et dans la péninsule malaise),.  

## Biologie
Ces espèces sont rencontrées soit dans la litière ou des troncs humides en bordure de cours d'eau soit dans la végétation en bordure ou à quelque distance de ceux-ci,. Ils sont donc moins semi-aquatiques que les Hydrometrinae, laissant entendre que cet habitat terrestre hygrophile  ou semi-terrestre est l'habitat primitif des plus anciens Gerromorpha. Leur biologie est inconnue. 

## Systématique
Lors de sa description du genre Heterocleptes et de sa première espèce africaine en 1948, André Villiers le classe parmi les Reduviidae, dans une sous-famille séparée propre. Après la découverte d'une seconde espèce l'année suivante, d'abord placée dans un nouveau genre Hydrobatodes, puis d'une troisième l'année d'après, également africaines, leurs auteurs, William E. China, Robert L. Usinger et Villiers lui-même, proposent de transférer le genre (en le synonymisant avec Hydrobates) dans les Hydrometridae. Cette hypothèse est confirmée par les travaux de Nils Møller Andersen (d), entre 1977 et 1982, qui associe à ce premier genre un second, Veliometra, qu'il découvre et décrit, ainsi qu'un quatrième Heterocleptes, mais celui-ci de la région indomalaise,,,. Vingt ans plus tard, un premier genre fossile est découvert en 2001, puis en 2014, de nouvelles mentions de Malaisie d'Heterocleptes spinosus, et en 2016 un second genre fossile.
Selon Andersen, les Heterocleptinae se situent à la base des autres Hydrometridae, selon le cladogramme suivant :
- Hydrometridae
  - Heterocleptinae
  - 
    - Limnobatodinae
    - Hydrometrinae

### Fossiles
Deux genres fossiles ont été découverts et attribués aux Heterocleptinae. Ils ont été découverts dans de l'ambre, l'un, nommé Carinametra, dans de l'ambre de Birmanie et daté du Crétacé moyen (Cénomanien, −99 à −93 millions d'années), l'autre, d'Espagne, appelé Alavametra, daté de l'Albien, au Crétacé inférieur (environ 105 millions d'années). Alavametra est considéré comme basal au sein des Heterocleptinae dans une approche cladistique, et permet donc de supposer la présence de cette famille déjà il y a 105 millions d'années, et une distribution ancienne plus étendue.

### Liste des genres
Selon BioLib (4 octobre 2023) :
- Genres actuels
  - genre Heterocleptes Villiers, 1948
  - genre Veliometra Andersen, 1977
- Genres fossiles éteints
  - genre †Alavametra Sánchez-García & Nel, 2016
  - genre †Carinametra Andersen & Grimaldi, 2001